# Robert Alexander Baer
Robert Alexander Baer (* 1994, nach anderer Quelle 1995 in Rumänien) ist ein deutsch-rumänischer Filmschauspieler.

## Ausbildung
Der zweisprachig (Deutsch und Rumänisch) aufgewachsene Baer besuchte in Bukarest die Schauspielschule „Midas“ und in New York die Schauspielschule „Stella Adler Studio of Acting“. Aufgrund seines Schauspielstudiums in den USA spricht er auch fließend Amerikanisches Englisch. Spätestens seit seinem Auftritt in dem deutschen Kinofilm Ich fühl mich Disco als Radu und in der Tatort-Reihe Ohnmacht als gewalttätiger, pubertierender Schläger Kai Göhden wurde er einem größeren (Fernseh-)Publikum bekannt.
Baer lebt in Berlin.

## Filmografie (Auswahl)
- 2009: SOKO Wien (Fernsehserie, Folge Opfer ohne Namen)
- 2012: Ich fühl mich Disco
- 2012: SOKO Leipzig (Fernsehserie, Folge Frischfleisch)
- 2013: Kückückskind
- 2013: Heldt (Fernsehserie, Folge Der Putzteufel)
- 2013: Spieltrieb
- 2014: Tatort: Ohnmacht
- 2014: Notruf Hafenkante (Fernsehserie, Folge Diebe)
- 2014: Die Abmachung
- 2015: Herr Lenz reist in den Frühling
- 2015: Heldt (Fernsehserie, Folge Alles hat ein Ende …)
- 2015: Da nicht für (Kurzfilm)
- 2015: Alki Alki
- 2015: Löwenzahn (Fernsehserie, Folge Gold – Der glänzende Traum)
- 2016: Dresden Mord: Nachtgestalten
- 2016: Dengler – Am zwölften Tag
- 2016: SOKO Leipzig (Fernsehserie, Folge Horrorhaus)
- 2016: Großstadtrevier (Fernsehserie, Folge Mad's Entscheidung)
- 2016: Jonathan
- 2017: Letzte Spur Berlin (Fernsehserie, Folge Freispruch)
- 2017: Notruf Hafenkante (Fernsehserie, Folge 666)